# 二瀬村
二瀬村（ふたせむら）は福島県田村郡にかつて存在した村である。

## 地理
- 現在の郡山市の南東部に位置する。
- 村域の阿武隈高地に位置し、山がちな地形である。

## 歴史

### 村域の変遷
- 1889年（明治22年）4月1日 - 町村制施行により、糠塚村・田母神村・川曲村・栃山神村・栃本村・下道渡村・上道渡村・谷田川村が合併し田村郡二瀬村が発足。
- 1893年（明治26年）2月3日 - 二瀬村の一部（下道渡・上道渡・谷田川）が分立し谷田川村が発足。
- 1955年（昭和30年）3月1日 - 二瀬村は田村町に編入され、消滅。

変遷表
| 1868年 以前 | 1868年 以前 | 明治22年 4月1日 | 明治26年 2月3日 | 昭和30年 | 昭和30年      | 昭和40年 5月1日 | 現在   |
| 1868年 以前 | 1868年 以前 | 明治22年 4月1日 | 明治26年 2月3日 | 1月1日   | 3月1日        | 昭和40年 5月1日 | 現在   |
| ----------- | ----------- | --------------- | --------------- | -------- | ------------- | --------------- | ------ |
|             | 糠塚村      | 二瀬村          | 二瀬村          | 二瀬村   | 田村町 に編入 | 郡山市          | 郡山市 |
|             | 田母神村    | 二瀬村          | 二瀬村          | 二瀬村   | 田村町 に編入 | 郡山市          | 郡山市 |
|             | 川曲村      | 二瀬村          | 二瀬村          | 二瀬村   | 田村町 に編入 | 郡山市          | 郡山市 |
|             | 栃山神村    | 二瀬村          | 二瀬村          | 二瀬村   | 田村町 に編入 | 郡山市          | 郡山市 |
|             | 栃本村      | 二瀬村          | 二瀬村          | 二瀬村   | 田村町 に編入 | 郡山市          | 郡山市 |
|             | 下道渡村    | 二瀬村          | 谷田川村 分立   | 田村町   | 田村町        | 郡山市          | 郡山市 |
|             | 上道渡村    | 二瀬村          | 谷田川村 分立   | 田村町   | 田村町        | 郡山市          | 郡山市 |
|             | 谷田川村    | 二瀬村          | 谷田川村 分立   | 田村町   | 田村町        | 郡山市          | 郡山市 |

## 大字
- 糠塚（ぬかつか）
- 田母神（たもかみ）
- 川曲（かわまがり）
- 栃山神（とちやまかみ）
- 栃本（とちもと）

## 人口・世帯
※1893年以前は谷田川村を含む。

### 人口
総数 [単位： 人]
| 1889年（明治22年） | 3,056 |
| 1920年（大正 9年） | 2,851 |
| 1947年（昭和22年） | 4,044 |

### 世帯
総数 [単位： 世帯]
| 1920年（大正 9年） | 530 |
| 1947年（昭和22年） | 648 |

## 交通（廃止直前）

### 道路
- 二級国道
  - 国道115号（ → 国道49号）